# Scopula psephis
Scopula psephis är en fjärilsart som beskrevs av Louis Beethoven Prout 1935. Scopula psephis ingår i släktet Scopula och familjen mätare. Inga underarter finns listade.